# ضريح عمرو بن العاص
ضريح عمرو بن العاص هو مكان دفن الصحابي فاتح مصر عمرو بن العاص في مدينة القاهرة، عاصمة مصر.

## الموقع
يقع ضريح عمرو بن العاص في مدخل مسجد سيدي عقبة بن عامر الجهني على سفح المقطم في القاهرة، وهو عبارة عن بناء بسيط طابعه أيوبي تعلوه قبة محززة، يتوضع تحتها ضريح عمرو بن العاص فاتح مصر.

## تاريخ الضريح
قال المؤرخ المصري الدكتور عبد الباقي السيد القطان أستاذ التاريخ الإسلامى بجامعة عين شمس، إن «المكان الحقيقي لضريح الصحابي الجليل عمرو بن العاص رضى الله عنه الذي توفى عام 43 هجريا يقع بسفح المقطم بالقرافة الصغرى في مصر».
جاء ذلك خلال فعاليات المؤتمر الدولي الأول لمعهد الدراسات العليا للبردي والنقوش وفنون الترميم بجامعة عين شمس، وعقد بدار الضيافة بالجامعة، تحت رعاية الدكتور عبد الوهاب عزت رئيس الجامعة والمشرف العام على المؤتمر.
وأوضح أن رؤيته تستند إلى نص تاريخي قطع الشك باليقين، ورد عن أحد فقهاء الشافعية وهو «حرملة التجيبى»، الذي توفي عام 243هـ، الذي حدد موضع قبر عمرو بن العاص بسفح المقطم وملاصق لقبر عقبة بن عامر، حيث جاء في النص المروي عن حرملة بن عمران عن عمير بن أبى مدرك عن سفيان بن وهب الخولاني قال سمعته يقول "بينما نحن نسير مع عمرو بن العاص في سفح هذا الجبل قال ومعنا المقوقس فقال له يا مقوقس ما بال جبلكم هذا أقرع ليس عليه نبات ولا شجر على نحو من جبال الشام؟ قال ما أدري ولكن الله أغنى أهله بهذا النيل عن ذلك ولكنا نجد تحته ما هو خير من ذلك قال وما هو؟ قال ليدفنن تحته أو ليقبرن قوم يبعثهم الله يوم القيامة لا حساب عليهم فقال عمرو اللهم اجعلني منهم قال حرملة فرأيت أنا قبر عمرو بن العاص وفيه قبر أبي بصرة الغفاري وعقبة بن عامر".
وأكد أن هذا النص الباكر "يؤكد بما لا يدع مجالًا للشك أن الفقيه الشافعي حرملة قد رأى قبر عمرو بن العاص وحكم أنه ملاصق لقبر عقبة بن عامر وكان ذلك في القرن الثالث الهجري ولم يتغير موضعه منذ أن دفن حتى اليوم، مشيرًا إلى أن عمرو بن العاص توفى عام 43 هـ وتوفى عقبة بن عامر الجهني عام 58 هـ ودفن بمقبرتهما بالمقطم، موضحًا أن قبر عمرو بن العاص ملاصق لقبر عقبة بن عامر من خلال الأقوال العديدة التي اهتمت بذكر قبر عقبة بن عامر وقالت بداخله قبر عمرو بن العاص".

## قبره في الأثر
قَالَ يعقوب بن سفيان : وَحَدَّثَنِي يَحْيَى بْنُ سُلَيْمَانَ الْجُعْفِيُّ، حَدَّثَنِي قَالَ: وَحَدَّثَنِي يَحْيَى بْنُ سُلَيْمَانَ الْجُعْفِيُّ، حَدَّثَنِي ابْنُ وَهْبٍ، حَدَّثَنِي حَرْمَلَةُ بْنُ عِمْرَانَ، عَنْ عُمَيْرِ بْنِ أَبِي مُدْرِكٍ، عَنْ سُفْيَانَ بْنِ وَهْبٍ الْخَوْلَانِيِّ، قَالَ: سَمِعْتُهُ يَقُولُ: «بَيْنَمَا نَحْنُ نَسِيرُ مَعَ عَمْرِو بْنِ الْعَاصِ فِي سَفْحِ هَذَا الْجَبَلِ، قَالَ: وَمَعَنَا الْمُقَوْقِسُ، فَقَالَ لَهُ: يَا مُقَوْقِسُ مَا بَالُ جَبَلِكُمْ هَذَا أَقْرَعَ لَيْسَ عَلَيْهِ نَبَاتٌ وَلَا شَجَرٌ عَلَى نَحْوٍ مِنْ جِبَالِ الشَّامِ؟ قَالَ: مَا أَدْرِي وَلَكِنَّ اللَّهَ أَغْنَى أَهْلَهُ بِهَذَا النِّيلِ عَنْ ذَلِكَ، وَلَكَنَّا نَجِدُ تَحْتَهُ مَا هُوَ خَيْرٌ مِنْ ذَلِكَ: قَالَ: وَمَا هُوَ؟ قَالَ: لَيُدْفَنَنَّ تَحْتَهُ، أَوْ لَيُقْبَرَنَّ، قَوْمٌ يَبْعَثُهُمُ اللَّهُ يَوْمَ الْقِيَامَةِ لَا حِسَابَ عَلَيْهِمْ، فَقَالَ عَمْرٌو: اللَّهُمَّ اجْعَلْنِي مِنْهُمْ». قَالَ: حَرْمَلَةُ: فَرَأَيْتُ أَنَا قَبْرَ عَمْرِو بْنِ الْعَاصِ فِيهِ وَفِيهِ قَبْرُ أَبِي بَصْرَةَ الْغِفَارِيِّ، وَعُقْبَةَ بْنِ عَامِرٍ.

## أسباب تواضع الضريح
كان لفترة العصر الفاطمي تأثيرًا كبيرًا على تغييب الناس عن ضريح عمرو بن العاص، وأيضا وصية عمرو نفسه «أن يكون قبره صغيرا متواضعا».

## وصفه
ومن جانبه، قال خبير الآثار الدكتور عبد الرحيم ريحان ومقرر إعلام المؤتمر إن شهرة «عقبة بن عامر» جاءت من خلال مكرماته الكثيرة واستجابة الدعاء بجوار قبره فانصرف الناس للحديث عن قبره أكثر من الحديث عن قبر الصحابي الجليل عمرو بن العاص، كما كان لفترة العصر الفاطمي تأثيرًا كبيرًا على تغييب الناس عن ضريح عمرو بن العاص أيضا وصية عمرو نفسه «أن يكون قبره صغيرا متواضعا»  والعمل على إذاعة مكان قبر عقبة بن عامر الذي كان مرتبطًا بالنبي صلى الله عليه وسلم، لافتا إلى أن موت عمرو بن العاص قبل عقبة بن عامر يؤكد أن ضريح عمرو بن العاص كان هو الأول ظهورًا في سفح المقطم ثم جاوره ضريح عقبة بن عامر الذي حظى بشهرة أكثر.
وأضاف أنه «بناء على هذه الأدلة الدامغة يتضح الاتفاق على أن ضريح عمرو بن العاص يقع بالمقطم وتحديدًا بسفح المقطم حيث يقع مسجد عقبة بن عامر الجهني والذي يضم ضريح عقبة وبجواره مباشرة ضريح عمرو بن العاص بسفح المقطم وهو الآن على يمين الداخل من الباب الرئيسي لمسجد سيدي عقبة وعلى الضريح شاهد قبر مقلوب والقبر له بروز ملون باللون الأخضر».

## روابط خارجية
- مؤرخ: ضريح الصحابي عمرو بن العاص  - د.عبد الباقي السيد - جريدة الأهرام 1-4-2017 .
- هنا: ضريح الصحابي عمرو بن العاص  - د.عبد الباقي السيد - جريدة اليوم السابغ 3-4-2017 .